# Andrej Koenets
Andrej Koenets (Wit-Russisch: Андрэй Кунец) (Mazyr, 7 december 1995) nam deel aan het Junior Eurovisiesongfestival 2006. Hij vertegenwoordigde Wit-Rusland met het liedje Novyy Den (Nieuwe dag). Hij werd tweede van de vijftien deelnemers.
2003: Volja Satsoek ·
2004: Jahor Vautsjoek ·
2005: Ksenia Sitnik ·
2006: Andrej Koenets ·
2007: Aleksej Zjigalkovitsj ·
2008: Dasja, Alina & Karina ·
2009: Joeri Demodovitsj ·
2010: Danil Kozlov ·
2011: Lidia Zablotskaja ·
2012: Egor Zjesjko ·
2013: Ilja Volkov ·
2014: Nadezjda Misjakova · 
2015: Roeslan Aslanov · 
2016: Aleksander Minjonok · 
2017: Helena Meraai · 
2018: Daniel Jastremisky · 
2019: Elizaveta Misnikova · 
2020: Arina Pechtereva